# Alexander - Cronache di guerra di Alessandro il Grande
Alexander - Cronache di guerra di Alessandro il Grande (アレクサンダー戦記?, Alexander senki) è una serie televisiva anime trasmessa in Giappone a partire dal 1999, prodotta da Madhouse di Rintaro.
Arrivata l'anno dopo anche in Italia, in VHS e DVD edita dalla Dynit, e in seguito trasmesso su MTV, l'anime è ispirato alle gesta di Alessandro Magno e basato sul romanzo di Hiroshi Aramata.
Esiste anche un'edizione cinematografica, nota come Alexander: The Movie, che consiste quasi interamente in scene riprese dalla serie e che copre i primi dieci episodi dell'anime.

## Trama
Macedonia, seconda metà del IV secolo a.C. Alessandro è il giovane principe erede dell'impero macedone e si ritrova a combattere trame di palazzo, tentativi di assassinio e addirittura l'ostilità del padre, il re Filippo, prima di riuscire a farsi incoronare re. A questo punto inizia la grande impresa di conquistare tutto il mondo allora conosciuto, anche se un'oscura profezia sembra l'abbia predestinato a diventare il distruttore del mondo.

## Personaggi

### Alessandro Magno
Passato alla storia come Alessandro il Grande, è il figlio di Filippo il Macedone, re di Macedonia. Giovane di bellissimo aspetto, è tuttavia legato ad una oscura profezia secondo la quale il suo destino è quello di distruggere il mondo. Legato oltremodo alla madre Olimpiade, trascorre l'infanzia e l'adolescenza tra i lussi e le comodità del palazzo reale di Pella, al punto che tra il popolo si mette in dubbio la sua virilità e la sua effettiva capacità di poter essere un re degno di suo padre. Alessandro tuttavia mette a tacere tutte queste voci domando Bucefalo, il cavallo mangia-uomini, e contribuendo in modo decisivo alla vittoria nella Battaglia di Cheronea al comando della cavalleria macedone. Di vedute più aperte rispetto al padre, si circonda fin dall'inizio della sua ascesa al potere di un gran numero di fedeli compagni, e dopo la morte di Filippo sale al trono riunendo sotto il suo comando tutte le città della Grecia per poi guidarle nella guerra contro il nemico di sempre, l'Impero persiano.

### Dario III di Persia
Sovrano del potente Impero Persiano, Dario III è la nemesi di Alessandro. Secondo la profezia dei Pitagorici, seguaci di Pitagora di Samo, rappresenta l'energia opposta a quella del principe, dallo scontro delle quali si genererà l'evento cosmico che farà ricomparire il Solido Platonico. I due si incontrarono per la prima volta a Babilonia durante una missione organizzata da Alessandro per impedire un'alleanza tra Atene e la Persia che avrebbe determinato la condanna a morte della emergente potenza macedone. In quell'occasione si rese immediatamente conto delle potenzialità del giovane principe, e attese con impazienza il momento in cui si sarebbero scontrati. Il loro primo confronto diretto avverrà nella Battaglia di Isso, che tuttavia Dario deciderà di interrompere per l'intromissione dei Pitagorici asserendo che nessuno dovrà interferire in una battaglia tra lui ed Alessandro. Lo scontro decisivo si terrà invece a Gaugamela, al termine della quale, nonostante l'apparente invincibilità del suo esercito, Dario troverà la morte per mano del suo nemico.

### Filippo II di Macedonia
Re di Macedonia, Filippo II fu colui che mise fine alle lotte fratricide tra le poleis unificando sotto il suo comando tutta la Grecia. In gioventù presenziò ai rituali proibiti dell'Isola di Samotracia, e fu in quell'occasione che conobbe Olimpiade, che sarebbe in seguito diventata sua moglie. Uomo dalla personalità forte e caparbia, ma legato ad una mentalità arcaica, Filippo dimostra di avere la forza per unificare la Grecia, ma non il carisma e la cultura necessarie per amministrare e guidare saggiamente un così vasto regno, caratteristica questa che contraddistingue il popolo macedone, che non ha conosciuto il fermento culturale delle poleis. Proprio per questo, affida l'educazione del figlio Alessandro ad Aristotele, il più saggio degli uomini del suo tempo. Filippo in seguito rimane anche vittima dei malvagi consigli del suo consigliere, Attalo, che insinuando il seme del sospetto circa la moralità e la fedeltà della moglie e le mire o addirittura la paternità del figlio lo convince a ripudiarli entrambi per prendere una nuova sposa, Euridice, figlia di Attalo, e generare così un nuovo erede al trono. La scelta gli procura però molti nemici, sia dentro che fuori la sua famiglia, gettando i semi per la congiura che porterà al suo assassinio durante le celebrazioni per commemorare la vittoria di Cheronea.

### Olimpiade d'Epiro
Regina di Macedonia, Olimpiade è la madre di Alessandro. Prima di essere regina era stata la sacerdotessa di Ela, il cui culto, originario dell'isola di Samotracia, auspicava la fine di tutte le cose e il ritorno al caos primordiale. Durante la gravidanza ebbe una premonizione secondo la quale il bambino che portava in ventre sarebbe stato colui che avrebbe effettivamente distrutto il mondo, così alla nascita di Alessandro si adoperò per fare sì che il suo destino potesse compiersi. Per tutta la vita Alessandro dimostrerà un vero e proprio complesso di Edipo nei confronti della madre, persona estremamente autoritaria e dalla personalità sinistra, cercando costantemente la sua approvazione ed appoggiandola in ogni cosa, compreso, probabilmente, l'omicidio del re Filippo. Dopo essere stata ripudiata ed esiliata dal marito, Olimpiade usa le proprie abilità sacerdotali per generare allucinazioni e incubi nella mente della nuova regina, Euridice, spingendola alla pazzia per poi ucciderla assieme al figlio ancora neonato; probabilmente, è responsabile anche di aver ipnotizzato il soldato che in seguito pugnalerà a morte il re.

### Aristotele
Considerato uno dei più grandi filosofi della storia, Aristotele fu indubbiamente tra gli uomini più rappresentativi del suo tempo, tanto che Filippo lo convocò da Atene perché fungesse da precettore per il figlio Alessandro, permettendogli anche di edificare una scuola nel villaggio di Mieza. In gioventù Aristotele era stato discepolo di Platone, ma lo aveva ad un certo punto abbandonato non condividendone le teorie, troppo metafisiche e irrazionali per un uomo come lui, che invece considera la logica e la ragione come i principali e più importanti strumenti in possesso dell'uomo per la comprensione del sapere. Il suo scopo principale è quello di ristabilire la pace in Grecia, e per riuscirci ammette di essere pronto a qualsiasi compromesso. Il suo proposito iniziale è quello di servirsi delle mire espansionistiche di Filippo e Alessandro, ma quando viene a sapere dell'esistenza del Solido Platonico decide di rivolgere su di esso le proprie attenzioni, anche perché ritiene, in quanto re dei filosofi, di essere la persona più degna di venire a conoscenza della verità cosmica che vi è racchiusa. Quando però si rende conto di quanto pericolosa e potenzialmente distruttiva possa essere la conoscenza racchiusa nel solido, così di come vi sia un legame tra esso e la profezia secondo la quale Alessandro distruggerà il mondo, cerca in ogni modo di uccidere il re per impedirgli di raggiungere i confini del Mondo dove si compirà il suo destino servendosi della nipote Cassandra. Oltre che un filosofo, Aristotele è anche un brillante scienziato; progetta infatti alcuni soldati meccanici destinati a potenziare l'esercito macedone, e pur non essendone probabilmente l'ideatore o l'artefice è certo che abbia avuto anche lui un ruolo nell'uccisione di Filippo.

## Doppiaggio

Copertina del DVD dell'edizione italiana del film

Il doppiaggio italiano dell'edizione Dynamic Italia è stato eseguito presso la SEFIT-CDC sotto la direzione di Cristina Boraschi. La traduzione dall'originale giapponese è di Laura Giordano e i dialoghi italiani sono di Gianluca Aicardi.
| Personaggio   | Doppiatore giapponese   | Doppiatore italiano |
| ------------- | ----------------------- | ------------------- |
| Alessandro    | Toshihiko Seki          | Sandro Acerbo       |
| Aristotele    | Nachi Nozawa            | Dario Penne         |
| Filippo II    | Yoshisada Sakaguchi     | Glauco Onorato      |
| Olympiade     | Junko Mashina           | Serena Verdirosi    |
| Dario III     | Kōichi Yamadera         | Sergio Di Stefano   |
| Euridice      | Satsuki Yukino          | Eleonora De Angelis |
| Cassandra     | Atsuko Tanaka           | Pinella Dragani     |
| Rossane       | Yūko Minaguchi          | Barbara De Bortoli  |
| Attalo        | Takeshi Aono            | Sandro Iovino       |
| Parmenione    | Kaicho Tadashi Nakamura | Renato Mori         |
| Antipatro     | Tamio Ōki               | Luciano De Ambrosis |
| Filota        | Meguro Kōsuke           | Roberto Chevalier   |
| Clito         | Hōchū Ōtsuka            | Stefano Mondini     |
| Tolomeo       | Shūichi Ikeda           | Massimo De Ambrosis |
| Efestione     | Kōji Tsujitani          | Vittorio De Angelis |
| Demostene     | Takayuki Sugō           | Romano Malaspina    |
| Diogene       | Kumakura Kazuo          | Giorgio Lopez       |
| Voce narrante | Shinji Ogawa            | Cesare Barbetti     |

## Episodi
| Nº | Titolo italiano Giapponese 「Kanji」 - Rōmaji | In onda           | In onda          |
| Nº | Titolo italiano Giapponese 「Kanji」 - Rōmaji | Giapponese        | Italiano         |
| 1  | La nascita del distruttore del mondo 「Act.1:魔王誕生」 - act.1: maō tanjō | 14 settembre 1999 | 6 gennaio 2000   |
| 1  | 338a.C. Alessandro, figlio del re di Macedonia Filippo II e della regina Olimpiade, vive nelle comodità del palazzo reale di Pella, sognando di riuscire un giorno a conquistare tutto il mondo conosciuto. In previsione di una imminente battaglia tra il regno di suo padre e una coalizione formata da Atene e Tebe, su consiglio di Aristotele, il suo precettore, si reca nella foresta alla ricerca di Bucefalo, il mostruoso cavallo mangiatore di uomini, che riuscirà a domare grazie all'aiuto dei suoi migliori amici, Efestione e Filota, e di due soldati della cavalleria, Clito e Tolomeo. Nella stessa occasione il principe subisce anche il tentativo di assassinio dei Pitagorici, seguaci della setta religiosa fondata da Pitagora di Samo, secondo i quali l'esistenza di Alessandro è una minaccia per l'ordine cosmico in quanto legata al leggendario Solido Platonico. Il giorno della battaglia, Alessandro, accompagnato dai suoi fedeli compagni e in sella a Bucefalo, si presenta sulla piana di Cheronea al comando della cavalleria macedone. |                   |                  |
| 2  | Preludio alla cospirazione 「Act.2:陰謀の序曲」 - act.2: inbō no jokyoku | 21 settembre 1999 | 13 gennaio 2000  |
| 2  | La Battaglia di Cheronea sembra sul punto di concludersi in una disfatta per l'esercito macedone, ma grazie al provvidenziale intervento di Alessandro le truppe di Atene e Tebe vengono messe in rotta. Questo vale al giovane principe la stima e il riconoscimento dell'esercito, ma nel contempo gli attira anche l'invidia del padre, con grande soddisfazione del generale Attalo, che approfitta della situazione per seminare nel re il seme del sospetto e presentargli la figlia Euridice. Aristotele intanto, che coltiva l'ambizione di pacificare una volta per sempre le poleis, riceve a sua volta la visita dei Pitagorici, apprendendo così dell'esistenza del Solido Platonico e della sua correlazione con il destino di Alessandro. |                   |                  |
| 3  | Incontro con l'avversario 「Act.3:魔王邂逅」 - act.3: maō kaikō | 28 settembre 1999 | 20 gennaio 2000  |
| 3  | Alessandro e i suoi compagni si recano segretamente in Persia al seguito di una ambasceria ateniese con il compito di sabotare il tentativo di alleanza tra Atene e la Persia. In questa occasione, Alessandro conosce l'imperatore Dario e Rossane, una giovane nobile persiana, restandone affascinato. Intanto, a Pella, Aristotele viene visitato dallo spettro (idea) del suo vecchio maestro, Platone, che gli parla del Solido Platonico. Tornato in Macedonia, Alessandro viene a sapere che il re ha scacciato lui e la madre dal palazzo, e presto sposerà Euridice. |                   |                  |
| 4  | Concerto per un assassino 「Act.4:暗殺の音階」 - act.4: ansatsu no onkai | 5 ottobre 1999    | 27 gennaio 2000  |
| 4  | Euridice partorisce un figlio maschio, estromettendo in questo modo Alessandro dalla possibilità di salire al trono. Olimpiade, però, non accetta di venire messa da parte, e usa le sue abilità di sacerdotessa di Ela per generare incubi e allucinazioni nella nuova regina spingendola rapidamente alla pazzia. Infine, il giorno in cui si celebra l'anniversario della vittoria di Cheronea, mentre Olimpiade uccide Euridice e il bambino un soldato controllato da una mano misteriosa assassina Filippo. |                   |                  |
| 5  | Colui che potrebbe far impazzire Socrate 「Act.5:狂えるソクラテス」 - act.5: kurue ru sokuratesu | 12 ottobre 1999   | 3 febbraio 2000  |
| 5  | Incoronato re di Macedonia, Alessandro si trova ben presto a dover contrastare un nuovo tentativo di ribellione ad opera di Atene e Tebe. Senza alcuna difficoltà, tuttavia, il nuovo sovrano sconfigge l'esercito di Tebe e distrugge la città, sentendo crescere dentro di sé una furia che gli viene difficile controllare. Il consiglio di Atene, terrorizzato dalla prospettiva che la stessa sorte possa toccare anche alla loro città, chiede all'illustre filosofo Diogene di negoziare una tregua, ma sarà proprio Alessandro a recarsi presso Diogene per cercare di capire meglio il suo destino. Rinfrancato e illuminato dalle parole del filosofo, Alessandro risparmia Atene. |                   |                  |
| 6  | La strega di Samotracia 「Act.6:サモトラケの魔女」 - act.6: samotorake no majo | 19 ottobre 1999   | 10 febbraio 2000 |
| 6  | Alessandro, riunita sotto il suo comando tutta la Grecia, decide di muovere guerra contro la Persia, ufficialmente per correre in aiuto alle colonie greche di Misia, Lidia e Caria sulle coste dell'Anatolia, e con il suo esercito attraversa l'Ellesponto. Poco prima della partenza, Filota scopre dal padre Parmenione che Alessandro è legato ad una profezia secondo la quale il suo destino è di essere il distruttore del mondo. Dario, informato dell'invasione, va incontro al principe. |                   |                  |
| 7  | Il nodo gordiano 「Act.7:ゴルディオのきびき」 - act.7: gorudeio nokibiki | 26 ottobre 1999   | 17 febbraio 2000 |
| 7  | Alessandro, alla ricerca di un medico che curi i suoi soldati, raggiunge la città di Gordio, dove incontra un abile guaritore, e per averlo con sé risolve il famoso Nodo Gordiano spezzandolo di netto con la sua spada. Poco dopo, inizia la battaglia tra i macedoni e i persiani, ma nel mezzo dello scontro Dario decide di ritirarsi per l'intromissione dei Pitagorici, che cercano ancora una volta di uccidere il principe. Nella stessa occasione, Alessandro salva la vita a Filota, che muta il suo atteggiamento verso di lui da timore a totale devozione. |                   |                  |
| 8  | Viaggio nella città vivente 「Act.8:魔都彷徨」 - act.8: mato hōkō | 2 novembre 1999   | 24 febbraio 2000 |
| 8  | Alessandro e il suo esercito raggiungono l'Egitto, accampandosi sul delta del Nilo, dove Alessandro progetta di costruire una grande città in grado di rivaleggiare per splendore con la stessa Atene. Dinocrate, un soldato di cavalleria seguace degli Architetti Dionisiaci, tuttavia si mostra scettico sul progetto di Alessandro, e senza sapere di avere davanti il re in persona gli mostra quella che secondo lui sarebbe la città ideale da costruire in quel luogo. Per Alessandro è l'inizio di un viaggio mistico all'interno della sua stessa città, nella quale si ritrova magicamente cent'anni nel futuro sulle tracce della sua stessa tomba assieme a due ladruncoli persiani. Alla fine, colpito, Alessandro decide di affidare a Dinocrate la progettazione della sua città: Alessandria. |                   |                  |
| 9  | L'oracolo di Ammone 「Act.9:アモンの神託」 - act.9: amon no shintaku | 9 novembre 1999   | 2 marzo 2000     |
| 9  | Alessandro e i suoi compagni si recano a Siwa per consultare l'Oracolo di Ammone, che si dice essere infallibile. L'oracolo profetizza ad Alessandro che il suo destino è di regnare sul mondo, ma che allo stesso tempo è destinato ad una morte prematura per mano di una delle persone a lui più vicine. Anche Tolomeo riceve una profezia, secondo la quale anche lui un domani diventerà re, poiché un giorno salirà sul trono d'Egitto. Nel frattempo, Dario ha messo insieme il più grande esercito mai visto a memoria d'uomo, e sta marciando a tappe forzate verso Alessandro per distruggerlo. |                   |                  |
| 10 | La battaglia di Gaugamela 「Act.10:ガウガメラの死闘」 - act.10: gaugamera no shitō | 16 novembre 1999  | 9 marzo 2000     |
| 10 | Alessandro e Dario si incontrano sulla piana di Gaugamela. È l'inizio dello scontro decisivo. Nel frattempo, ad Atene, Diogene riceve la visita di Aristotele, al quale rivela di aver gettato tempo addietro il Solido Platonico affidatogli da Platone all'interno dell'indeterminato caos, per impedire a chiunque di poterne un giorno sfruttare l'immenso potere. Tuttavia, nel fragore della battaglia, il Solido ricompare, richiamato nel mondo materiale dallo scontro di energie opposte rappresentate da Dario ed Alessandro. Anche se in un primo momento i persiani sembrano avere la meglio, una improvvisa eclisse lunare sconforta e scoraggia le truppe di Dario, e i macedoni riescono incredibilmente a ribaltare la situazione vincendo la battaglia. Alessandro uccide Dario, quindi riprende con sé Rossane, a cui si presenta come un dio vivente. |                   |                  |
| 11 | Persepoli in fiamme 「Act.11:ペルセポリスの炎上」 - act.11: peruseporisu no enjō | 23 novembre 1999  | 16 marzo 2000    |
| 11 | Con la morte di Dario e del suo ultimo alleato, Besso di Battriana, Alessandro è diventato sovrano di un immenso impero, il più grande mai esistito, e si prepara a convolare a nozze con Rossane. Tuttavia, la benevolenza che il sovrano sembra mostrare verso i costumi persiani indispettisce i macedoni, e cominciano a serpeggiare voci di ribellione. Parmenione scopre un complotto, ma viene ucciso prima che possa parlare, e in seguito anche Filota viene arrestato e condannato per sospetto aspirante regicidio. Malgrado Alessandro voglia concedergli la grazia, Filota accetta di andare incontro al suo destino, timoroso del fatto che la grazia per lui potrebbe indispettire i persiani e dare adito a nuove rivolte. In seguito, alcuni delegati persiani tentano a loro volta di assassinare Alessandro, che avvelenato non riesce più a contenere la sua furia distruttiva, che sprigionatasi trasforma Persepoli in un mare di fuoco. |                   |                  |
| 12 | Il massacro 「Act.12:虐殺行」 - act.12: gyakusatsu gyō | 30 novembre 1999  | 23 marzo 2000    |
| 12 | La morte di Filota genera un diffuso malcontento tra le truppe macedoni, che diviene se possibile ancora maggiore nel momento in cui Alessandro decide di riprendere la sua marcia verso est con l'obiettivo di raggiungere il confine del mondo. Vengono affrontate e sconfitte numerose tribù, fino a quando l'esercito Macedone non riesce a superare il confine dell'Hindu Kush penetrando in India. Qui, i sacerdoti bramini tentano a loro volta di uccidere Alessandro, nel timore che il suo raggiungere il confine del mondo possa significare la fine di tutte le cose. Clito, che dalla morte di Filota osteggiava e criticava apertamente l'autorità di Alessandro, si sacrifica per salvargli la vita. Mentre ancora si sta piangendo la morte del generale, l'armata del Re Poro compare sull'altra sponda del fiume dove sono accampate le truppe macedoni. Ha inizio la Battaglia dell'Idaspe. |                   |                  |
| 13 | Catarsi 「Act.13:カタルシス」 - act.13: katarushisu | 7 dicembre 1999   | 30 marzo 2000    |
| 13 | La Trappola di Mirabilia organizzata dai bramini, dai seguaci di Ahura Mazdā e dai Pitagorici, è scattata, e i macedoni si ritrovano imprigionati in una specie di dimensione parallela dove affrontano la surreale armata del re Poro, formata dagli spettri di tutti i nemici precedentemente sconfitti. Per Alessandro, giunto finalmente al Confine del Mondo, è giunto dunque il momento di scegliere. Sarà il Grande Re della Distruzione, o piuttosto l'Artefice della Creazione? |                   |                  |